# Umberto Betti
Pour les articles homonymes, voir Betti.
Umberto Betti, né le 7 mars 1922 à Pieve Santo Stefano dans la province d'Arezzo, en Toscane, en Italie, et mort le 1er avril 2009 à Fiesole, est un cardinal italien, franciscain et recteur émérite de l'Université pontificale du Latran à Rome.

## Biographie

### Études
Umberto Betti est entré chez les franciscains (Ordre des frères mineurs) où il prononce ses vœux perpétuels le 31 décembre 1943. Il fait des études à l'Université pontificale de Saint-Antoine où il obtient un doctorat en théologie.

### Prêtre
Il a été ordonné prêtre le 5 avril 1946.
Il exerce l'essentiel de son ministère dans l'enseignement, comme professeur de théologie dogmatique en Toscane, à Sienne et à Fiesole, puis, après une année de spécialisation à l'Université catholique de Louvain, à l'Université pontificale Antonienne. Au sein de cette dernière université, il devient doyen de la faculté de théologie de 1966 à 1969, puis recteur de 1975 à 1978. Il devient ensuite recteur de l'Université pontificale du Latran de 1991 à 1995.
Au cours du concile Vatican II, il est consulteur de la Commission théologique préparatoire en 1961, puis expert au concile en 1963.
Au sein de la curie romaine, il a occupé diverses responsabilités comme consulteur à la Congrégation du Saint Office, à la Congrégation pour la doctrine de la foi, à la Secrétairerie d'État et à la Congrégation pour les évêques.

### Cardinal
Benoît XVI l'a créé cardinal, non électeur, lors du consistoire du 24 novembre 2007 avec le titre de cardinal-diacre de Santi Vito, Modesto e Crescenzia.